# Besenyőtelek
Besenyőtelek község Heves vármegye Füzesabonyi járásában.

## Fekvése
Besenyőtelek az Alföld északi peremén, a Hevesi-síkon, Füzesabonytól délre fekszik, a Tiszától 17 kilométerre. A kistáj 86 és 202 méter közötti tengerszint fölötti magasságú, lényegében a Laskó- és Eger-patak hordalékkúp-síksága. A falu határa a Mátra és a Bükk-vidék Alföldre nyúló pereméhez és a Tisza árterületének tájegységéhez tartozik.
Közigazgatási területe két, egymástól különálló területrészből áll, melyeket egy bő 3 kilométer széles, Mezőtárkányhoz tartozó külterületi területsáv választ el egymástól. Nyugati területrésze bő 20 négyzetkilométernyi kiterjedésű, itt helyezkedik el a település teljes belterülete. Keleti területrésze, mely csaknem másfélszer nagyobb, hozzávetőlegesen 28 négyzetkilométernyi kiterjedésű, néhány kisebb-nagyobb tanyát, tanyabokrot leszámítva lakatlan.
A szomszédos települések: észak felől Dormánd, északkelet felől Mezőtárkány, dél felől Átány, nyugat felől pedig Erdőtelek. (Utóbbinál − közúton, illetve légvonalban − valamivel közelebb fekszik hozzá Tenk, de a közigazgatási területeik nem érintkeznek.) Keleti területrésze a fentieken túl határos még észak felől Egerfarmossal, kelet felől Poroszlóval, dél felől pedig Újlőrincfalva, Sarud és Kömlő községekkel is.
Besenyőtelek mérsékelten meleg-száraz éghajlattal jellemezhető település. Az évi napfénytartam 1930-2000 óra. Az évi középhőmérséklet 9,8-12,2 °C. A csapadék évi összege 540–580 mm. A keleti, északkeleti és nyugati szél a leggyakoribb.
Természetes növénytakarója a füves puszta. Uralkodó növényei a fűfélék és egyéb lágyszárú fajok. A település határában kis számban találhatók erdőfoltok, fasorok, melyek leggyakoribb képviselői a fehér akác, nemesnyár, kocsányos tölgy. A cserjeszint növényei közül terjed a keskenylevelű ezüstfa, a vadrózsa és a gyalogakác.

### Megközelítése
Legfontosabb közúti megközelítési útvonala a 33-as főút, mely áthalad a központján, ezen érhető el Debrecen és Füzesabony irányából is. Az ország távolabbi részei felől a 3-as főúton, illetve [1998 óta] az M3-as autópályán közelíthető meg a legegyszerűbben (füzesabonyi letéréssel), előbbitől 8, utóbbitól 4 kilométerre délre helyezkedik el. Kömlővel és Tiszanánával a 3212-es út köti össze.
Vasútvonal nem érinti, a legközelebbi vasúti csatlakozási lehetőséget így a Budapest–Sátoraljaújhely-vasútvonal Füzesabony vasútállomása kínálja, körülbelül 6 kilométerre északra.

## Története
A falu eredeti neve Bessenyő, egykor besenyőtelep volt. A zásztyi apátság alapítólevelében a 11. században a besenyők kútját, besenyők temetőjét említették ezen a helyen.
A településről 1278-ból való a legrégibb adat, ekkor egy Tekme nevű besenyő birtoka volt, aki 1278 körül örökös nélkül halt el s valószínűleg az egész helység ura volt.
1467-ben Bessenyei Mihály alnádor birtoka volt, aki ebben az évben  besenyei birtokához Tepély pusztát kapta adományul Mátyás királytól.
Besenyőtelek a török első megjelenése alkalmával 1544-ben elpusztult. Attól kezdve, hogy 1596 őszén a török elfoglalta Eger várát, sem Besenyő, sem Tepély nem szerepel az adóösszeírásokban egészen 1676-ig. Minthogy a falu 1686-ban harmadszor is néptelenné vált, nem szerepel a lakott települések között sem az 1696. évi, sem az 1697. évi összeírásban. A falu 1703-ban már újra benépesült. Besenyő falu lakóit emlegette gróf Zinzendorf egri császári várparancsnok abban a menlevélben, amelyet a Rákóczi-szabadságharc kezdetén 1703. december 19-én a következő szöveggel állított ki a besenyőtelkiek részére. „Miután Besenyő falu lakói a most kitört felkelés idején az általam kívánt élelmiszert hűségesen beszolgáltatták, ezért utasítom az itt lévő és ezután érkező császári katonákat, hogy a falu lakóit semmiféle terménybehajtással, rablással ne zaklassák, és ilyesmitől védelmezzék, kivévén azt az esetet, ha a császári katonaság élelemhiány miatt rákényszerül. Kelt Eger várában 1703. dec. 19. Gr. Zinzendorf Ferinánd.”
1848 őszén több mint 100 besenyőtelki férfi jelentkezett nemzetőri szolgálatra.
Az első világháború négy éve alatt a 3400 főnyi lakosságból 674 főt hívtak be katonai szolgálatra, közülük 121 fő hősi halált halt. A bevonultak a felnőtt férfilakosság csaknem negyven százalékát tették ki, amely jóval meghaladta az országos átlagot.
A két világháború közötti időszakban három besenyőtelki lakost az első világháborúban tanúsított hősiességéért vitézi címmel tüntetett ki a kormányzó.
A Tanácsköztársaság kikiáltását 1919. március 21-én a falu népe nem fogadta kitörő lelkesedéssel.
A helyi lakosság Kommünnel szembeni ellenszenvét csak növelte, hogy 1919. május 1-jétől Besenyőtelek hadtápterület lett. A községben helyezték el a Vörösezred pihenő legénységének egy részét. A front közelsége miatt a parasztság biztosította az élelem és hadianyag szállítását. A komoly teher miatt érthető, hogy a Vörös őrségbe a helyiek közül csak néhányan álltak be.
A második világháború nagy károkat okozott Besenyőtelken is. A többnapos helyi harcok következtében a település középületeit, lakóházait óriási károsodás érte. A községházán lévő hivatalos iratok jó része megsemmisült.

## Közélete

### Polgármesterei
- 1990–1994: Kalóz András (független)[3]
- 1994–1998: Kalóz András (független)[4]
- 1998–2002: Kalóz András (független)[5]
- 2002–2006: Kalóz András (független)[6]
- 2006–2010: Bozsik Csaba (független)[7]
- 2010–2014: Bozsik Csaba (független)[8]
- 2014–2019: Bozsik Csaba (független)[9]
- 2019–2024: Bozsik Csaba (független)[10]
- 2024– : Nagy Zsolt (független)[1]

## Népesség
A település népességének változása:
| Lakosok száma | 2672 | 2648 | 2588 | 2560 | 2513 | 2488 | 2435 |
|               | 2013 | 2014 | 2015 | 2021 | 2022 | 2023 | 2024 |

2001-ben a település lakosságának 97%-a magyar, 3%-a cigány nemzetiségűnek vallotta magát.
A 2011-es népszámlálás során a lakosok 90,8%-a magyarnak, 10,4% cigánynak, 0,3% németnek mondta magát (9% nem nyilatkozott; a kettős identitások miatt a végösszeg nagyobb lehet 100%-nál). A vallási megoszlás a következő volt: római katolikus 63,9%, református 2,7%, görögkatolikus 0,3%, felekezeten kívüli 6,4% (25,2% nem nyilatkozott).
2022-ben a lakosság 92,8%-a vallotta magát magyarnak, 7,4% cigánynak, 0,2% németnek, 0,1-0,1% románnak, ruszinnak, ukránnak és szerbnek, 1,5% egyéb, nem hazai nemzetiségűnek (7,2% nem nyilatkozott; a kettős identitások miatt a végösszeg nagyobb lehet 100%-nál). Vallásuk szerint 40% volt római katolikus, 3,2% református, 0,2% görög katolikus, 0,1% evangélikus, 1,1% egyéb keresztény, 1,3% egyéb katolikus, 9,2% felekezeten kívüli (44,6% nem válaszolt).

## Híres szülöttei
- 1879. augusztus 23-án itt született Berze Nagy János néprajztudós
- dr. Hannus István (1950. május 27.)  a Szegedi Tudományegyetem, Alkalmazott és Környezeti Kémiai Tanszék egyetemi tanára

## Nevezetességei
Templom
A település legfontosabb műemléke a római katolikus templom, mely jellege szerint a falu főútvonalának kiszélesedésében, fák között álló nagyméretű klasszicista stílusban készült épület. Külsejének jellemzői: középtornyos homlokzatán, enyhen előrelépő rizalit fejezetes pilaszterekkel és tinpanonnal. Kosáríves bejárat és kórusablak, közöttük tábla, amelynek felirata: „Az egy igaz Isten ditsőségére Szent Lőrincz mártír tiszteletére közigyekezettel és buzgósággal." Alatta meg egy tábla látható az álabbi szöveggel: „Magyarország ezredéves fennállásának emlékére 1896."
A rizalit két oldalán nagy faltükör, a főpárkány fölött ívelt vonalú oromfal-háromszögek, közöttük a toronyemelet keretelt sávos síkjában alacsony ablak. A torony oszlop-párkánya fölött fejezetes sarokpillérekkel tagolt toronyemelet, körben négy vállöves, félkörös harangablakokkal. Órapárkány órákkal, kettőzött lanternás, kupolás sisak.
Lizénákkal díszített oldalain jobbra négy bojtdíszes, szegment záródású ablak van. Az első lizéna keretelésében fekvő ovális lépcsőházablakkal. Egyenes záródású, rézsűsen visszalépő szentély. Balról füles, kőkeretes oldalbejárat.
A templombelső jellemzői: A kórusalja csehsüveg boltozatos, a szélesen előrelépő kosárív között előredomborodó falazott kórus-mellvéd plasztikus XVI. Lajos-stílusú díszekkel, beépített orgonaházzal. A hajótér három szakaszos, tágas, amelyen széles lesarkított délpillér kötegein mereven kiülő párkány látható. A csehsüveg boltozatok között széles járomhevederek vannak. Homorúan archívolt, lépcsőzetesen emelt, visszalépő négyzetes szentélye fölött csehsüveg boltozat van.
A templom berendezéséről a következőket mondhatjuk el. A főoltár festett, részben aranyozott fa. Szarkofág alakú sztipesz, oszlopos, klasszicizáló tabernákulum. Az oldalán színesen festett egy-egy imádkozó angyal látható, valamint félkörösen záródó nagy empire faragványokkal díszített olajvászon főoltárkép, amely a védőszentet, Szent Lőrinc mártírt ábrázolja. Az oltárképet 1821-ben Balkay Pál egri festőművész készítette.
A templomban található egy hordozható Mária kép is. A két empire oszlopon álló faragott baldachin alatt áttört, aranyozott keretben olajba festett Mária, hátoldalán a Pietà - ábrázolása. A hordozható asztalon díszvázák találhatók és egy-egy plasztikus puttó szobor. A hordozható Mária kép 1820 körül készülhetett.
A két mellékoltár fehérre festett, részben aranyozott fa. Az egyik Szent Anna, a másik Szent József tiszteletére készült 1860 körül. A Szent Anna oltáron tálalható kép Szűz Mária neveltetését ábrázolja. A Szent József oltáron pedig Jézus nevelőapjának képe látható. Az előbbi oltárképet 1862-ben Sajósy Alajos egri festő készítette, a másik 1880 körül készült, feltehetően egri művész alkotása.
A klasszicista stílusú szószék fehérre festett, részben aranyozott fa. Tölcséres talpán leveles gomb és rozettás talpöv található. Kosarán aranyozott dombormű, mely Keresztelő Szent Jánost ábrázolja. Hangvetőjében sugaras galamb van, tetején felhő gomolyog és angyalfejek között törvénytábla látható.
A gyóntatószék a 18. század végen készült pácolt hársfából, gömbölyű előrésszel hátfalán szegett peremu, vésett panneau van. A szék a régi templomból való.
A sekrestyében lévő gyóntatószéket puhafából alkották. Félkörös alaprajzán, csigás végű rekesztőfalakkal. Az 1770 körüli időből való.
A szentélyben két darab kétüléses, keményfából, faragott sarkokkal és ívelt oldallapokkal, elöl csillagos és intarzia berakásos, 1790 körül készül padszék tálalható. Ez az úgynevezett „tanítók” széke helyi asztalos munkája.
A templom hajójában 4x9 darab keményfa padot helyeztek el. Ezek 1820 körül, klasszikus stílusban készültek. A szentélyben is tálalható a „tanítók székéhez" hasonló 1800 körül készített kettős ülőpad. Sőt a kórusnál további négy darab kettős családi pad és két darab háromüléses családi pad van, amelyek az 1800 körüli évekből valók. Valamennyi stallumszerűen kialakított családi pad a régi templomból való, ahol azokat a nemesi község birtokos családjai használtak.
A szentélyben lévő papi szék részben berakott cseresznye és cseresznye-gyökér fából való, ívelt lábakkal, nagy csigában végződő kartámokkal. Ezek helyi asztalos munkái 1820 körül készültek.